# Alfred Berger (Eiskunstläufer)
Alfred „Fredl“ Berger (* 25. August 1894 in Wien; † 11. Juni 1966) war ein österreichischer Eiskunstläufer, der seine größten Erfolge zusammen mit Helene Engelmann im Paarlauf feierte. Gemeinsam starteten sie für den Wiener Eislauf-Verein.

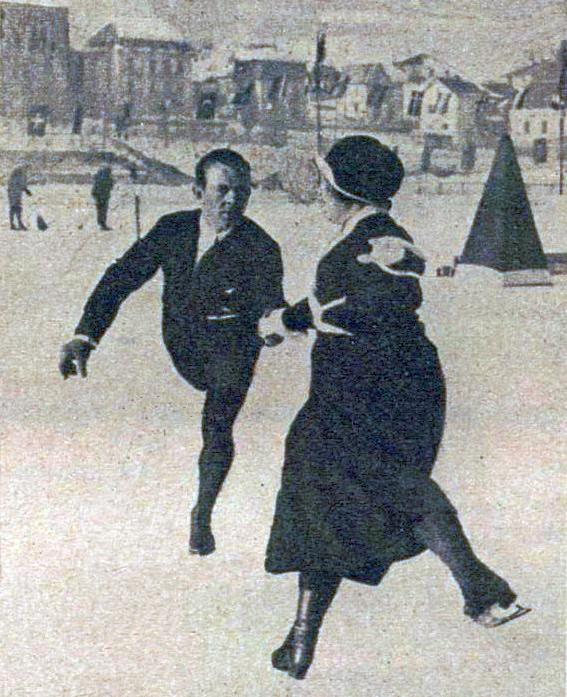
Alfred Berger und Helene Engelmann 1924 in Chamonix

Alfred Berger nahm gemeinsam mit Helene Engelmann, die schon vor dem Ersten Weltkrieg mit Karl Mejstrik erfolgreich war, dreimal an Österreichischen Eiskunstlaufmeisterschaften im Paarlauf teil und konnte diese von 1921 bis 1923 dreimal in Folge gewinnen. Bei Eiskunstlauf-Weltmeisterschaften starteten sie zweimal und konnten 1922 in Davos und 1924 in Manchester jeweils den WM-Titel erringen. Der größte Erfolg gelang ihnen ebenfalls 1924 bei den Olympischen Winterspielen in Chamonix, wo sie, wie bei der WM 1922, vor den Titelverteidigern Jakobsson/Jakobsson Gold gewannen.
Neben seiner Eislaufkarriere war Berger auch Österreichischer Meister im Rudern und Bobfahren. Nach seiner Sportkarriere war er Inhaber einer Samenhandlung. Er war verheiratet mit der Opernsängerin Dagmar Schmedes, Tochter des über 30 Jahre in Wien wirkenden dänischen Heldentenors Erik Schmedes (1868–1931).

## Ergebnisse
| Wettbewerb / Jahr               | 1921 | 1922 | 1923 | 1924 |
| ------------------------------- | ---- | ---- | ---- | ---- |
| Olympische Winterspiele         |      |      |      | 1.   |
| Weltmeisterschaften             |      | 1.   |      | 1.   |
| Österreichische Meisterschaften | 1.   | 1.   | 1.   |      |